# Південний Захід США
37°00′ пн. ш. 111°12′ зх. д. / 37° пн. ш. 111.2° зх. д.
Південний Захід США (англ. The Southwest; ісп. Suroeste de Estados Unidos) — географічний та історико-культурний регіон США, один з субрегіонів Американського Заходу. 

## Штати
Традиційно до Південного Заходу зараховують такі штати: 
- Аризона
- Нью-Мексико, де латиноамериканці становлять 45 % населення

Також, з певними застереженнями, до складу Південного Заходу входять: 
- Оклахома
- Техас
- Каліфорнія, особливо Південна Каліфорнія
- Невада

## Особливості
Відмінність регіону в тому, що до війни 1848 він майже три століття входив до складу Іспанії, а потім Мексики і донині зберігає з нею важливі соціально-культурні зв'язки, підтримувані хвилями численних мексиканських та інших латиноамериканських іммігрантів-брасерос. Через широке розповсюдження іспанської мови, латиноамериканської кулінарії та різних культурних елементів змішаного іспано-індіанського походження, регіон іноді називають «Американський Квебек». 